# 阮寬
阮宽（越南语：／，?—?），十二使君之一，号阮太平（越南语：／），据守三带（今永福省安乐县）。安乐县永姥社，使君阮宽据三带治理此处，故名阮家湾。967年，被丁部领所灭。